# Gare de Xeuilley
Gare de Xeuilley vasútállomás Franciaországban, Xeuilley településen.

## Vasútvonalak
Az állomást az alábbi vasútvonalak érintik:
- Jarville-la-Malgrange–Mirecourt-vasútvonal

## Kapcsolódó állomások
A vasútállomáshoz az alábbi állomások vannak a legközelebb:
- Gare de Bainville
- Gare de Pierreville